# Rogneda polyrhabdota
Rogneda polyrhabdota är en plattmaskart som beskrevs av Ax 1959. Rogneda polyrhabdota ingår i släktet Rogneda och familjen Polycystididae. Inga underarter finns listade i Catalogue of Life.